# جوي ديفيجن
جوي ديفيجن (بالإنجليزية: Joy Division)‏ كانت فرقة موسيقى روك إنجليزية تأسست سنة 1976 في مدينة سالفورد. تكونت المجموعة في بداية الأمر من المغني إين كورتيس، بيرنار سامنر، بيتر هووك و ستيفن مورريس. كانت المجموعة تسمى وارساو (Warsaw) قبل يتغير إسمها لجوي ديفيجين. بعد وفاة المغنّي كورتيس صار اسم المجموعة نيو أوردر (تنظيم جديد).

## الألبومات
- 1979, Unknown Pleasures
- 1980, Closer

## روابط خارجية
- جوي ديفيجن على موقع IMDb (الإنجليزية)
- جوي ديفيجن على موقع الموسوعة البريطانية (الإنجليزية)
- جوي ديفيجن على موقع ميوزك برينز (الإنجليزية)
- جوي ديفيجن على موقع ميوزك برينز (الإنجليزية)
- جوي ديفيجن على موقع رولينغ ستون (الإنجليزية)
- جوي ديفيجن على موقع أول ميوزيك (الإنجليزية)
- جوي ديفيجن على موقع أول ميوزيك (الإنجليزية)
- جوي ديفيجن على موقع ديسكوغز (الإنجليزية)
- جوي ديفيجن على موقع ديسكوغز (الإنجليزية)
- جوي ديفيجن على موقع ديسكوغز (الإنجليزية)